# Savona
För andra betydelser, se Savona (olika betydelser).

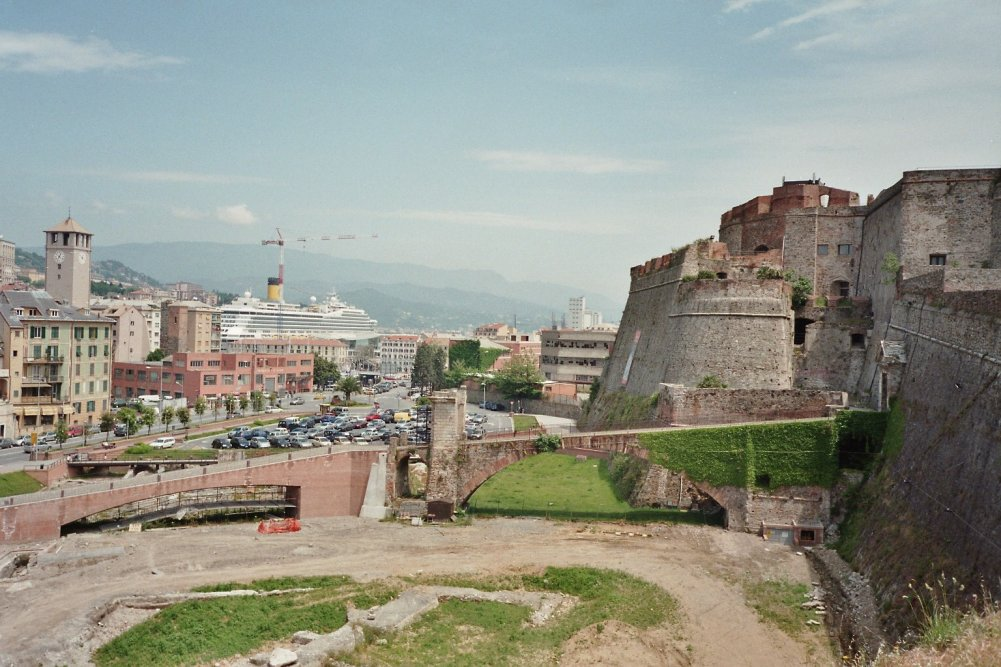
Fästningen i Savona.

Savona (italienskt uttal: [saˈvoːna] lyssna (fil)) är en stad och kommun i regionen Ligurien i nordvästra Italien. Staden är huvudort i provinsen med samma namn. Det är en viktig hamnstad, belägen på den italienska rivieran, sydväst om Genua.
Kommunen hade 60 442 invånare (2018) och gränsar till kommunerna Albissola Marina, Albisola Superiore, Altare, Cairo Montenotte, Quiliano och Vado Ligure.
Savona är ett centrum för den italienska järnindustrin och har också skeppsvarv, maskin- och elektrotekniksverkstäder, glastillverkning, garverier och livsmedelsindustrier. Järnvägsförbindelse finns med Turin och Genua.

## Kända personer från Savona
- Girolamo Riario (1443–1488), greve över Imola och Forlì och en av konspiratörerna bakom Pazzikonspirationen 1478.
- Pietro Riario (1447–1474), kardinal och diplomat åt Kyrkostaten.
- Leon Pancaldo (1488/1490–1538), italiensk upptäcktsresande.
- Paolo Boselli (1838–1932), Italiens premiärminister under första världskriget.
- Gianni Baget Bozzo (1925–2009), italiensk präst och politiker.
- Christian Panucci (född 1973), italiensk fotbollsspelare.
- Stephan El Shaarawy (född 1992), italiensk fotbollsspelare.
- Annalisa Scarrone (född 1985), italiensk sångerska.
- Nando Gazzolo (1928–2015), italiensk skådespelare.